# パワーボール

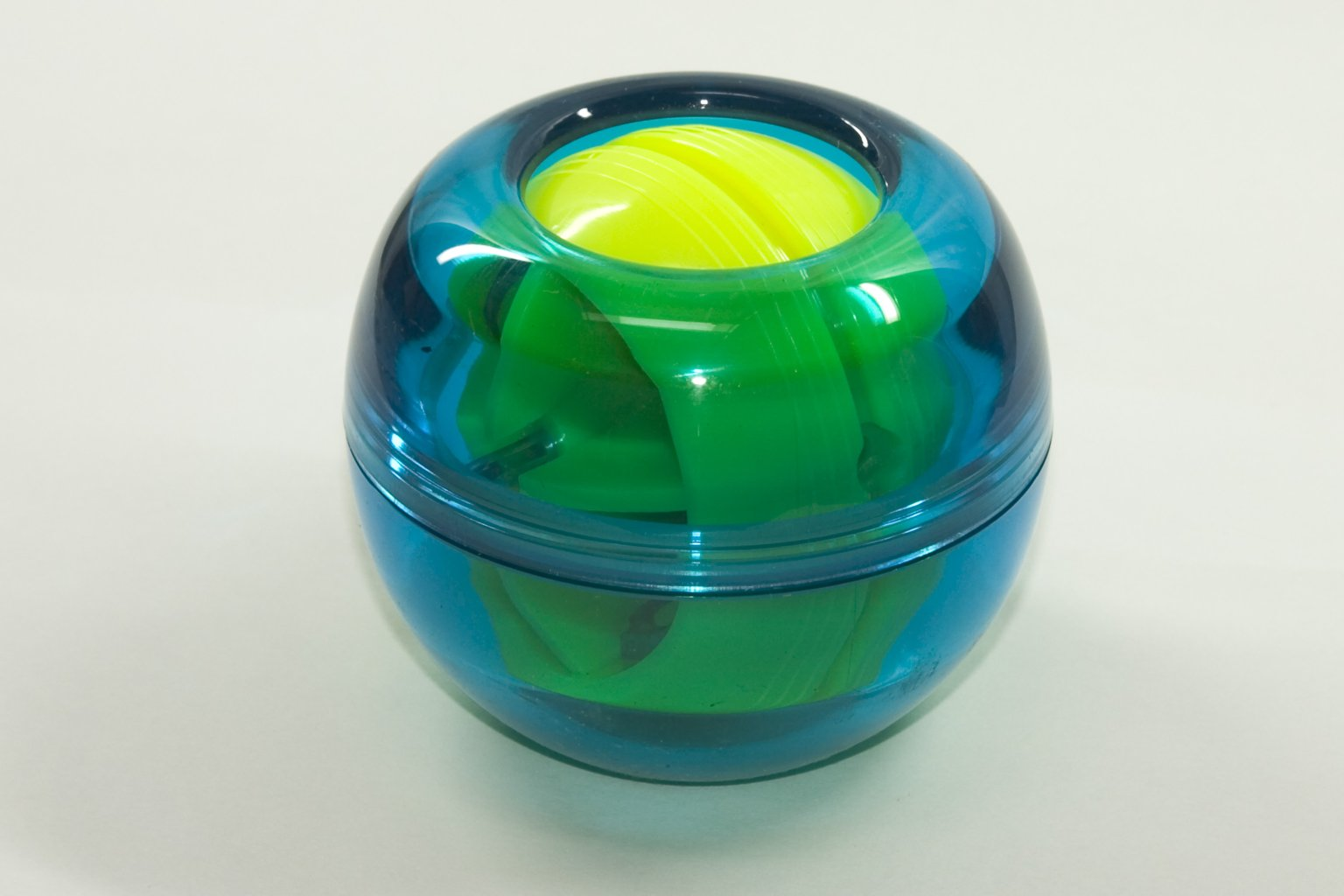
パワーボール

パワーボールとは、指、手首・握力・前腕を鍛えるトレーニング器具の事である。1970年代には、「ダイナビー」という商品名で販売されていた。
ダンベルなどの筋トレ器具とは違い、筋肉に過度な負荷をかけずに安全にトレーニングする事ができるノン・インパクト（非衝撃）トレーニングツールなので、野球、ゴルフ、テニス、バスケット、バドミントン、ボーリング、卓球、ボルダリング等の指、握力、手首を使うスポーツトレーニング、リハビリ、筋力トレーニングなど幅広く活用されている。
RPM Sports社のパワーボールは世界各国で通算400万個以上の販売されているベストセラー商品で、アスリート、プロスポーツ選手にも愛用者は多い。。

## 形状
野球ボールよりひとまわり小さい70mm前後の直径で、プラスチック製の外球と、その内部にはローターと呼ばれるボールが内蔵されている。
ローターの中心には金属性の軸が通っており、この軸が外球の赤道部分の溝を自由に動くことができるようになっている。
ローターが回転するジャイロ効果により、手に握られた外球には14Kg～39.6Kgの負荷がかかる（各モデルの最大値）。この負荷を抑えるために指、握力、前腕を鍛える事ができる。

## 使用方法
慣れないうちは、パワーボール内部のローターにある穴にコード（紐）を挿してスタートさせる。慣れてくると、コード無しでも指などで与える最初の回転だけで回わすことができるようになる。
コードを利用する場合は、巻き付けてからローターの溝に沿った角度で紐を引っ張ることで、コマ廻しのようにローターに初速を与えて開始する。その後はローターの回転に合わせて手首を回す事で回転数を上げていく。そうすることで、回転数の上昇に伴うジャイロ効果で負荷が発生し、回転を維持・上昇させるための筋力、およびジャイロ効果に対抗するための握力などを鍛えることができる。
※近年では、紐なしで始動できるオートスタート機能を搭載したモデルも発売されている。
オートスタートモデルは内部のローターを矢印の方向に10回程度（ローター5周）程度、親指で回した後、ローターを抑えている指を離すと、ボールが回転をしだす。
パワーボールジャパン　パワーボールの回し方参照。

## 注意事項
誤解されがちであるが、外球を回転させることで内部ローターの回転数をアップさせるためには、手首による回転エネルギーをローターに伝えるために、ローターの軸と外球赤道の溝の間には、ある程度の摩擦抵抗がなければならない。仮にこの部分の摩擦抵抗がゼロになれば、手に持った外球をいくら回しても、そのエネルギーをローターに伝えることはできないからである。このため、回らないからといって外球の赤道部分の溝に潤滑油などを塗布すると、逆にそれを回すことは非常に困難になる。
回転数が上がったあとの本体は、ジャイロ効果によって本体そのものが動こうとする大きな力が発生する。この力により握力が鍛えられるが、ややもするとこの力によって本体を落下させる等の事故が発生する。落下の衝撃によりローターの軸や外球に歪みが出ると、回すことが困難になることもある。